# Billy Elliot
Billy Elliot és una pel·lícula anglesa dirigida l'any 2000 per Stephen Daldry. Més tard Melvin Burgess escriuria una novel·la basada en la pel·lícula. Ha estat doblada al català

## Argument
Billy Elliot és un nen d'onze anys orfe de mare. Viu en un barri obrer del nord d'Anglaterra, amb el seu pare Jackie, el seu germà Tony i amb la seva àvia. El seu pare decideix apuntar-lo a boxa, però ell s'apunta d'amagat a ballet. Un dia el seu pare va a veure'l perquè dubta que hi vagi tan content, i en arribar se'l troba practicant ballet. El seu pare s'enfada molt. Quan en Billy arriba a casa el seu pare i el seu germà li diuen que el ballet és de nines, que els nens juguen a futbol.
Tot i saber que la seva família no li fa costat, en Billy segueix fent classes de ballet d'amagat amb la senyora Wilkinson. Ella li diu que té molt de talent i aquesta decideix parlar amb el pare d'en Billy a fi de convèncer-lo que el porti a una de les millors acadèmies de ballet de Londres. Tot i els dubtes, veient que el noi ho fa bé i que hi pot tenir futur, el pare s'ho repensa i du en Billy a les proves d'accés de l'acadèmia de ballet, on tot i uns quants entrebancs l'accepten. Al cap d'uns anys el pare i el germà el van a veure en una representació, on tots s'emocionen en veure el gran ballarí en què s'ha convertit.

## Repartiment
- Jamie Bell: Billy Elliot
- Julie Walters: Sra. Wilkinson
- Gary Lewis: Jackie Elliot (pare d'en Billy)
- Jamie Draven: Tony Elliot (germà d'en Billy)
- Jean Heywood: àvia d'en Billy
- Janine Birkett: mare d'en Billy
- Stuart Wells: Michael Caffrey
- Mike Elliot: George Watson
- Billy Fane: Braithwaite
- Nicola Blackwell: Debbie Wilkinson
- Colin MacLachlan: Sr. Tom Wilkinson
- Adam Cooper: Billy Elliot a l'edat de 25 anys
- Merryn Owen: Michael Caffrey a l'edat de 25 anys

## Premis i nominacions
La pel·lícula fou nominada i guanyadora de premis internacionals, inclosos els següents.

### 2000
- Guanyadora - British Independent Film Awards, Regne unit - Millor pel·lícula independent britànica.
- Guanyadora - British Independent Film Awards, RU - Millor director - Stephen Daldry
- Guanyadora - British Independent Film Awards, RU - Millor estrella novell - Jamie Bell
- Guanyadora - British Independent Film Awards, RU - Millor Guió - Lee Hall
- Nominada - British Independent Film Awards, RU - Millor actriu - Julie Walters
- Guanyadora - Propeller of Motovun, Croàcia

### 2001
- Nominada - Academy Awards, EUA - Best Actress in a Supporting Role (Millor actriu secundària)- Julie Walters
- Nominat - Academy Awards, EUA - Best Director (Millor director)- Stephen Daldry
- Nominat - Academy Awards, EUA - Best Writing in a Screenplay Written Directly for the Screen (Millor guionista original) - Lee Hall
- Guanyadora - Amanda Awards, Noruega - Best Foreign Feature Film (Millor pel·lícula estrangera)
- Nominat - American Cinema Editors, EUA - Best Edited Dramatic Feature Film - John Wilson (Millor edició de pel·lícula dramàtica)
- Nominada - Art Directors Guild, - Feature Film (Millor pel·lícula)
- Nominada - Australian Film Institute, - Best Foreign Film Award (Millor pel·lícula estrangera)
- Guanyadora - BAFTA Awards, - Alexander Korda Award for Best British Film (Millor pel·lícula britànica)
- Guanyador - BAFTA Awards, - Best Performance by an Actor in a Leading Role - Jamie Bell (Millor interpretació paper protagonista)
- Guanyador - BAFTA Awards, - Best Performance by an Actress in a Supporting Role - Julie Walters (Millor interpretació actriu secundària)
- Guanyadora - London Critics Circle Film Awards, - British Actress of the Year - Julie Walters (Actriu britànica de l'any)
- Nominada - Globus d'or, EUA - Best Motion Picture - Drama (Millor pel·lícula)
- Nominada al César a la millor pel·lícula estrangera (2001)

El 2004 la revista Total Film va nomenar Billy Elliot una de les millors pel·lícules britàniques de tots els temps.

## Banda sonora
La banda sonora original inclou diverses peces de rock i punk rock:
1. "Cosmic Dancer" - T. Rex
2. "Get it on (Bang a Gong)" - T. Rex
3. "Town Called Malice" - The Jam
4. "I Love to Boogie" - T. Rex
5. "London Calling" - The Clash
6. "Children of the Revolution" - T. Rex
7. "Shout to the Top" - The Style Council
8. "Walls Come Tumbling Down - The Style Council
9. "Ride a White Swan" - T. Rex
10. "Burning Up" - Eagle-Eye Cherry
11. "Book of Days" - Enya
12. El llac dels cignes - Piotr Ilitx Txaikovski